# Генрик II Побожний
Генрик II Побожний (пол. Henryk II Pobożny; 1196/1207 — 9 квітня 1241) — великопольський князь Краківський, князь Сілезький у 1238–1241 роках.
Очолював десятитисячну польську армію під Легніцею 9 квітня 1241 року, де поляки зазнали поразки. Сам Генрик потрапив у полон та був страчений монголами. Його голову насадили на спис та залишили біля воріт міста.

## Життєпис
Походив із династії П'ястів. Молодший син Генрика І, (князя Великопольського, Краківського та герцога Сілезького, й Ядвіґи Сілезької (Бертольда III Мерано, маркграфа Істрії). Після смерті свого молодшого брата Конрада, став єдиним спадкоємцем герцогства Нижня Сілезія (Вроцлавське князівство). Близько 1214 року одружився з представницею богемського королівського роду Пржемисловичів. У 1222 році став єдиним спадкоємцем свого батька.
У 1227 році, після смерті Лешека I, батько призначив Генріка намісником Краківського князівства. У 1229 році він став регентом усіх батьківських володінь під час полону Генріка I у Мазовії. У 1229—1230 роках здійснив похід проти міста Лебуса. У 1233 році брав участь у походах батька проти Пруссії, а у 1234 році — проти Великої Польщі. Того ж року став співволодарем свого батька. Став іменуватися герцогом Сілезії та Краківським князем. 1235 році брав участь у загальнопольському поході проти поган-пруссів, що завершився спустошенням земель останніх. 

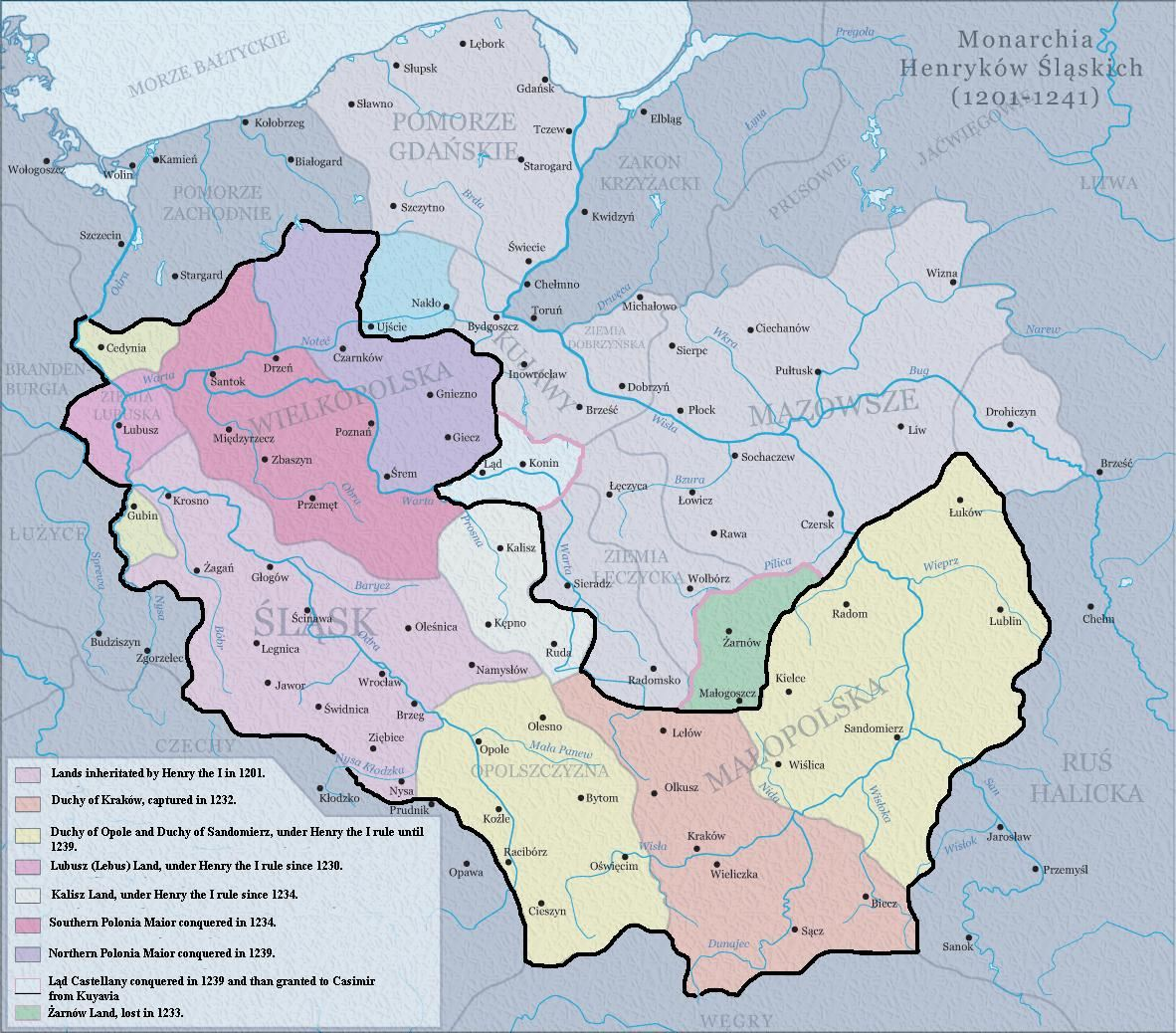
Володіння Генріка Побожного у 1239 році

У 1238 році після смерті Генріха I став повновладним князем. Водночас став регентом Мєшко Товстого, князя Опольського та Рациборського, й Болеслава Стидливого, князя Сандомирського. Але вже у 1239 році зрікся регентства, збергіши за собою міста Каліш та Велюнь. Того ж року зіткнувся з намаганнями Отто III Асканія, маркграфа Бранденбурга, розширити свої володіння за рахунок Великої Польщі. Водночас виник конфлікт з князями Пшемислом та Болеславом, володарями невеликих великопольських володінь Устіце та Накло. Останніх зумів приборкати, але зазнав поразки від армії Бранденбурга у битві при Лебус. За угодою втратив фортецю Санток. Того ж року перейшов на бік папи римського Григорія IX у боротьбі проти імператора Фрідриха II Гогенштауфена.
У 1241 році землі Генріка II зазнали нападу 10-тисячного монгольського війська на чолі із Орду-ханом. Перші зіткнення відбулися біля міст Люблін та Завихвіст. У березні його Краківський воєвода зазнав поразки, а саме місто було сплюндровано ворогом. У відповідь Генрік II почав збирати власні війська, звернувшись по допомогу до Орденів лицарів тамплієрів та госпітальєрів, а також Вацлава I, короля Богемії. Проте не отримав від них значної допомоги. Вирішальна битва між армією Генріка Побожного та монголами відбулася поблизу міста Легниця, де поляки зазнали повної поразки, а Генрік загинув.

## Родина
Дружина — Анна Пржемисловна (1204—1265), донька богемського короля Пржемисла I Оттокара
Діти:
- Гертруда (1218/1220-1244/1247) — дружина Болеслава I, князя Мазовецького
- Констанція (1221—1257) — дружина Казимира I, князя Куявського
- Болеслав II Лисий (1220/1225-1278) — князь Сілезії та верховний князь Польщі
- Мєшко (1223/1227-1242) — князь Лебуський
- Генрік (1227/1230-1266) — князь Нижньої Сілезії
- Конрад (1228/1231-1274) —  князь Глогувський
- Елізабет (1232—1265) — дружина Пшемисла I, князя Великопольського
- Агнес (1236—1278) — аббатиса монастиря Св. Клари в Требніци
- Владислав (1237—1270) — архієпископ Зальцбурзький
- Ядвіга (1238/41-1318) — аббатиса монастиря Св. Клари у Вроцлаві